# The Price of Love
The Price of Love è una canzone incisa dalla rock band inglese Status Quo, uscita come singolo nel settembre del 1969.

## La canzone
Si tratta di un brano composto ed inciso con grande successo già nel 1965 dagli Everly Brothers.
Nel 1969 gli Status Quo cominciano a sperimentare il loro avvicinamento alla musica hard proponendone una versione sostenuta da una base sonora molto più heavy. È anche il primo brano della band ad essere accompagnato dall'armonica a bocca di Bob Young.
Il brano si inserisce in un momento di profonda crisi degli Status Quo e non riesce a centrare le chart britanniche; rimane però di fondamentale importanza per la ricerca musicale che porta il gruppo a scandagliare l'elaborazione di un sound più duro ed aggressivo.
La canzone, in origine, viene pubblicata solo come singolo. Si trova oggi inclusa in qualità di bonus track nella ristampa CD dell'album Spare Parts uscito anch'esso nel 1969.
Nel 1991 gli Status Quo ne hanno inciso una nuova versione per l'album Rock 'Til You Drop.

## Tracce
1. The Price of Love - 3:40 - (D. Everly/P. Everly)
2. Little Miss Nothing - 2;58 - (Rossi/Parfitt)

## Formazione
- Francis Rossi (chitarra solista, voce)
- Rick Parfitt (chitarra ritmica, voce)
- Alan Lancaster (basso, voce)
- Roy Lynes (organo, pianoforte)
- John Coghlan (percussioni)